# Джентл, Элис
Элис Джентл (англ. Alice Gentle; 30 июня 1885—28 февраля 1958) — американская оперная певица (меццо-сопрано).

## Биография
Начала свою карьеру в 1908 году в оперном хоре Оскара Хаммерстайна I Манхэттонской оперной труппы (МОТ). Впечатлённый талантом Джентл, Хаммерстайн в 1909 году начал предлагать ей участвовать в различных второстепенных ролях спектаклей МОТ, начиная с роли Мерседес в опере Жоржа Бизе «Кармен». В 1910 году исполнила различные роли в Манхэттенской и Филадельфийской оперной труппе. В частности роль Эмилии в «Отелло», первой прислужницы в опере «Электра», Флоры в оперетте «Травиата», Лолы в опере «Сельская честь», Маддалены в оперетте «Риголетто», Никлаус в опере «Сказки Гофмана» и Зибель в опере «Фауст».
В 1916 году исполнила роль Федерико в оперетте Тома Амбруаза «Миньон» в оперном театре «Ла Скала» в Милане, в Италии. В 1918 году дебютировала в «Метрополитен-опера» и играла там весь один сезон роль Прецизиоллы в оперетте «Сила судьбы». Позже в том же году она сыграла роль Фруголы в опере Джакомо Пуччини «Плащ». В 1919 году исполнила роль Фатимы в оперетте «Оберон». В 1923 году совершила поездку по Соединённым штатам вместе с оперной труппой Сан-Карло, исполняя роль Кармен. В начале 1930-х годов появилась в трёх кинофильмах: «Песни пламени» (1930), «Золотой Рассвет» (1930) и «Полёт в Рио» (1933). В 1940 году Элис в последний раз появилась на оперной сцене, исполнив роль Криппс в «H.M.S. Пинафор» в театре Los Angeles Civic Light Opera.